# Sangar (Iran)
Pour les articles homonymes, voir Sangar.
Sangar (en persan : سنگر, également connue sous les noms Sangī Sar et Shahr-e Sangar) est une ville située dans la province de Guilan, dans le comté de Rasht, en Iran .

## Politique
Elle est le siège du district de Sangar (en). 

## Population
Au recensement de 2006, sa population était de 6 388 habitants, répartis en 1 834 familles.